# Cessna 180 Skywagon
«Сессна-180» (англ. Cessna 180) — лёгкий многоцелевой самолёт, моноплан с закрытой кабиной. Первый такой самолёт взлетел в 1952 году. Выпускался компанией «Сессна». Всего построено 6193 самолёта.

## Лётно-технические характеристики

### Технические характеристики
- Экипаж: 1 человек
- Пассажировместимость: 3 пассажира
- Длина: 7,98 м
- Размах крыла: 10,98 м
- Высота: 2,29 м
- Площадь крыла: 16,2 м²
- Профиль крыла: NACA 2412
- Масса пустого: 690 кг
- Максимальная взлётная масса: 1 158 кг
- Двигатели: 1× поршневой  Continental O-470-A
- Мощность: 1× 225 л.с. (170 кВт)

### Лётные характеристики
- Максимальная скорость: 267 км/ч
- Крейсерская скорость: 260 км/ч
- Практическая дальность: 1 247 км
- Практический потолок: 6 098 м
- Скороподъёмность: 5,8 м/с